# Actinostola crassicornis
Actinostola crassicornis är en havsanemonart som först beskrevs av Hertwig 1882.  Actinostola crassicornis ingår i släktet Actinostola och familjen Actinostolidae. Inga underarter finns listade i Catalogue of Life.